# Hamartia (medycyna)
Hamartia (z gr. ἁμαρτία = błąd, ang. hamartia) – wrodzone zaburzenie w organizacji tkanek. Hamartia są bezobjawowe i zwykle niediagnozowane, przykładem mogą być guzki pod wyściółką komór mózgu charakterystyczne dla stwardnienia guzowatego.